# Иринозеро
Иринозеро — пресноводное озеро на территории сельского поселения Зареченск Кандалакшского района Мурманской области.

## Общие сведения
Площадь озера — 1 км². Располагается на высоте 90,4 метров над уровнем моря.
Форма озера лопастная, продолговатая: оно почти на два километра вытянуто с юго-запада на северо-восток. Берега изрезанные, каменисто-песчаные, преимущественно возвышенные, скалистые.
Через Иринозеро течёт река Лопская, впадающая в озеро Пажма, являющееся частью Ковдозера. Через последнее протекает река Ковда, впадающая, в свою очередь, в Белое море.
В озере расположено не менее четырёх небольших безымянных островов.
К югу от озера проходит лесовозная дорога.
Населённые пункты вблизи водоёма отсутствуют.
Код объекта в государственном водном реестре — 02020000611102000001655.